# Pfarrkirche Kirchberg ob der Donau

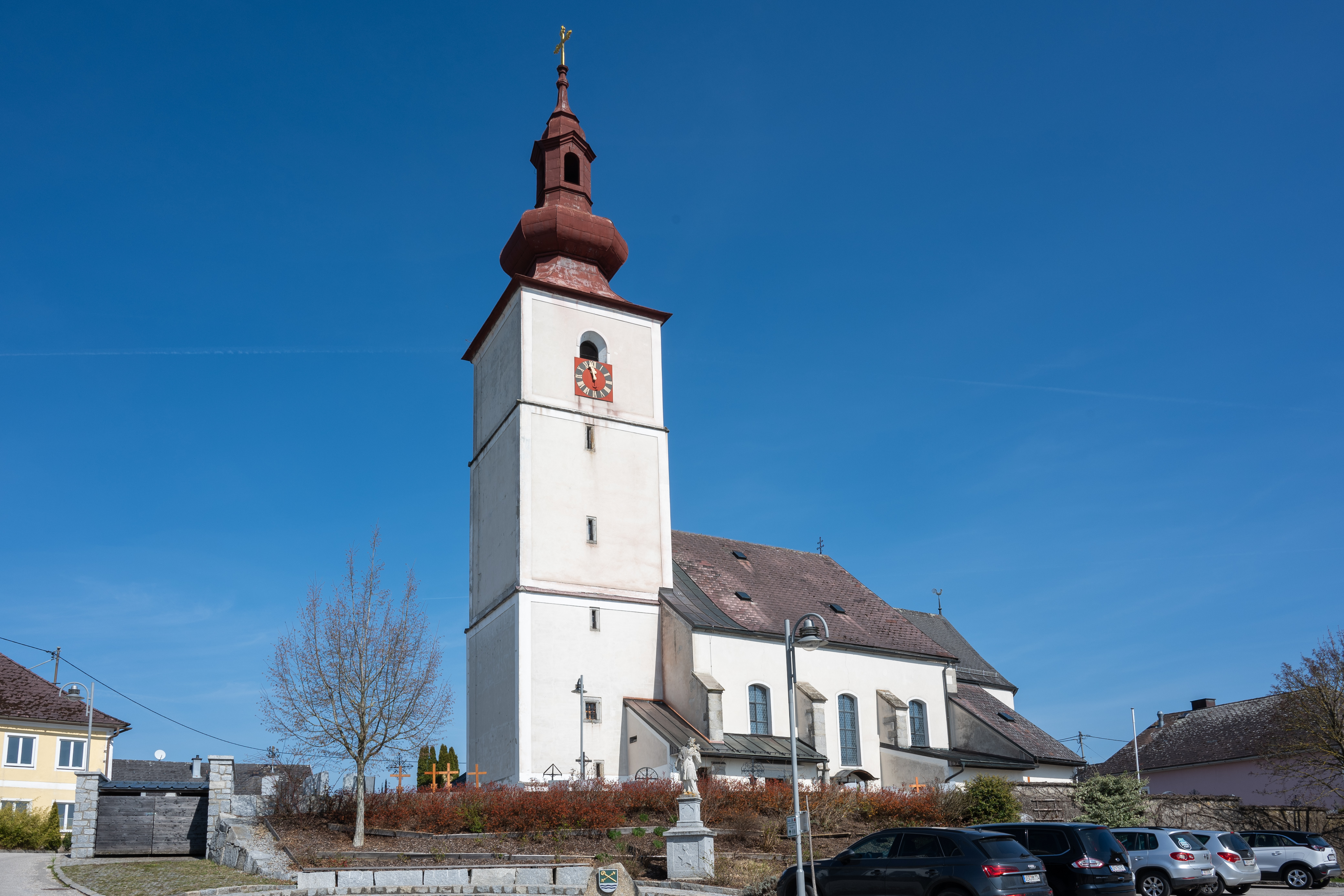
Pfarrkirche Kirchberg ob der Donau von Süden

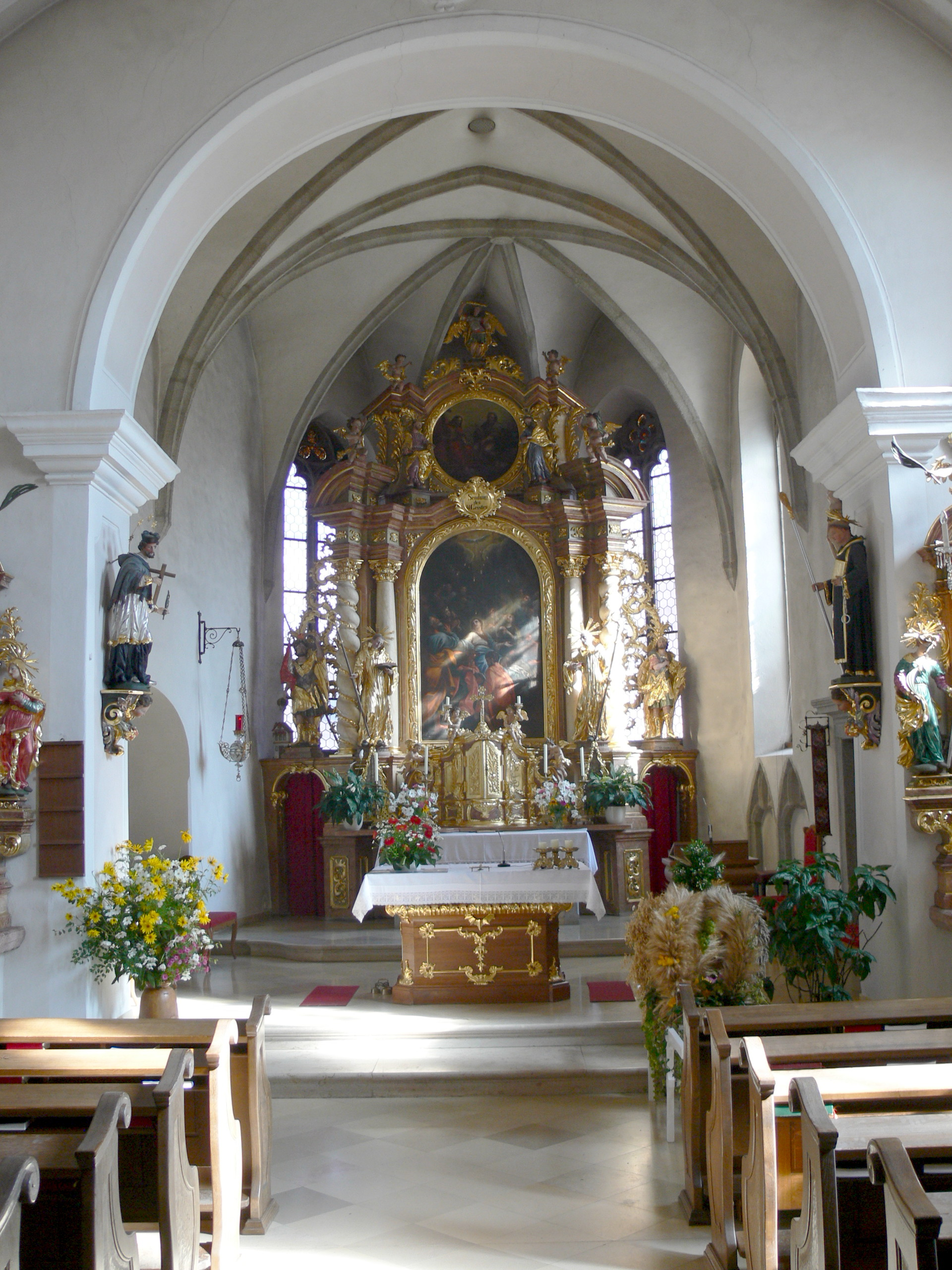
Innenansicht

Die Pfarrkirche Kirchberg ob der Donau steht in der Gemeinde Kirchberg ob der Donau im oberen Mühlviertel in Oberösterreich. Die römisch-katholische Pfarrkirche hl. Othmar gehört zum Dekanat Altenfelden in der Diözese Linz. Die Kirche steht unter Denkmalschutz (Listeneintrag).

## Geschichte
1379 wurde urkundlich ze Chircheperg Inn der abseytten genannt, 1407 erfolgte eine Kirchenbeschreibung der Passauer Filialkirche, urkundlich wurde die Kirche 1411 zur Pfarrkirche erhoben.
Die Pfarrkirche geht auf eine Grabkapelle zurück, die wohl um 1300 von Ulrich II. von Tannberg errichtet wurde und heute die Marienkapelle bildet. Zwischen der zweiten Hälfte des 14. Jahrhunderts und der Zeit um 1400 erfolgte der Anbau der heutigen, dreijochigen Kirche und des Chors, wobei das Langhaus um 1700 barockisiert wurde.

## Architektur
Der historisch gewachsene Kirchenbau ist mehrfach im Grundriss nicht rechtwinkelig, sondern stark verzogen. Das dreijochige Langhaus, außen gotisch, zeigt sich innen als barocker Saalraum mit gurtunterlegter Stichkappentonne über Wandvorlagen. Nördlich am Langhaus steht in gleicher Länge und Jochtiefe die zweijochige Tannberger Kapelle mit einem Fünfachtelschluss und Kreuzrippengewölben. An das Langhaus schließt ein eingezogener einjochiger gotischer Chor mit einem unregelmäßigen Fünfachtelschluss und Kreuzrippengewölbe an. In beiden Chorecken stehen eingeschoßige Sakristeien, die nördliche Sakristei ist spätgotisch, die südliche Sakristei barock, die südliche Sakristei erhielt 1984/1987 eine Erweiterung entlang der Langhaussüdwand. Der massive spätgotische Turm steht im Westen, nördlich davon in der Turmecke steht eine eingeschoßige Lourdeskapelle.

## Ausstattung
Die Altarbilder von Hochaltar und Seitenaltären stammen von Johann Philipp Ruckerbauer (1710), die Kanzel von H. G. Stempl (1709). Die Kreuzigungsgruppe an der Außenwand wurde von Johann Worath geschaffen um 1640.